# عشق بدون امید
عشق بدون امید (انگلیسی: Love Without Hope) رمانی است به قلم نویسنده استرالیایی رادنی هال که در سال ۲۰۰۷ چاپ و منتشر شده‌است.
این رمان به جولیان برنساید تقدیم شده‌است.

## مطلع رمان
«دلیل مردن بیماری نیست، زنده بودن است.»میشل دو مونتنی - Montaigne

## جوایز
- نامزد جایزه مایلز فرانکلین در سال 2008[۲]
- نامزد جایزه ادبی استرالیا-آسیا در سال 2008[۳]

## نقدهای کتاب
- نشریه The Age theage.com.au
- Australian Book Review vicnet.net.au
- The Sydney Morning Herald smh.com.au